# Erythropitta caeruleitorques
La pita de las Sangihe (Erythropitta caeruleitorques) es una especie de ave paseriforme de la familia Pittidae endémica de las islas Sangihe, en Indonesia. Anteriormente se consideraba una subespecie de la pita ventrirroja.